# Jacobus Johannes Pieter Oud

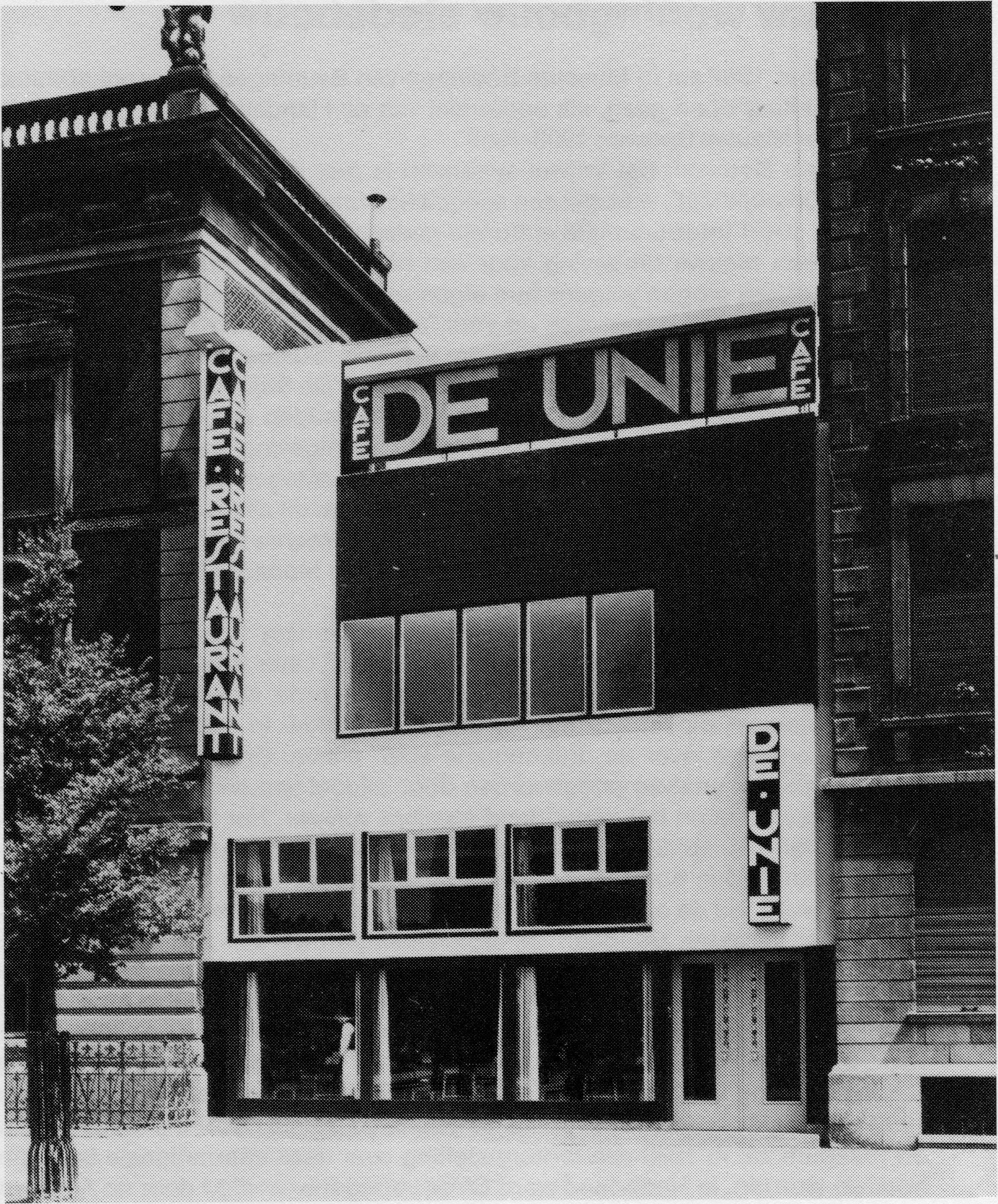
Café De Unie à Rotterdam, 1924

Jacobus Johannes Pieter Oud, souvent appelé J.J.P. Oud, né le 9 février 1890 et mort le 5 avril 1963, est un architecte néerlandais. Il devient célèbre avec l'émergence du mouvement De Stijl.

## Biographie
Oud est né à Purmerend. Il est le fils d'un débitant de vin et de tabac. Jeune architecte, il est influencé par Berlage, et il fait aussi ses études pendant un certain temps à Munich avec Theodor Fischer comme professeur. Il travaille avec Willem Marinus Dudok à Leyde, ville où il rencontre Theo van Doesburg et commence à s'impliquer dans le mouvement De Stijl.
Entre 1918 et 1933, Oud est l'Architecte municipal chargé du logement de Rotterdam. Durant cette période, beaucoup de travailleurs venant dans la ville, il travaille principalement sur des projets de résidences socialement progressives. Parmi ceux-ci des projets dans les zones de Spangen, Kiefhoek et Witte Dorp. Oud est l'un des nombreux architectes qui cherchent à trouver un pont entre les techniques constructives strictes, rationnelles, « scientifiques » et économiques avec les besoins psychologiques et des attentes esthétiques des usagers. Sa réponse personnelle est de s'exercer à une « poétique fonctionnaliste ».
Alors que Oud ne s'éloigne de De Stijl pour se rapprocher de Berlage qu'à partir du début des années 1920, il réalise dès 1919 à Rotterdam des blocs d'habitation qui peuvent être assimilés aux conceptions de Berlage, architecte de la Bourse d'Amsterdam, sur le jeu et la combinaison des volumes. De plus, Oud emploie sans réticence la symétrie, la répétition uniforme des alignements de logements, le revêtement de briques, mais en révélant le désir néoplastique de décomposer les volumes traditionnels par l'articulation des angles évidés.
Mais l'œuvre maîtresse d'Oud à cette période est bien sûr le quartier de Hoek van Holland, composé de maisons en bande, dénuées de toute référence historique, la place de la brique étant également fortement réduite (les murs sont en effet revêtus de crépis blanc, le socle et le perron étant de briques rouges et jaunes). Ici, le programme est unitaire, homogène, sans aucune référence à la décomposition néoplastique. Le quartier se compose de deux barres continues comportant deux rangées de logements superposés aux extrémités arrondies. Cependant, certains de ses programmes architecturaux révèlent la forte contrainte de la réduction des coûts qui pèse sur Oud, ce dernier étant amené à simplifier ses projets et à refuser les recherches combinatoires trop hardies, tandis qu'en urbanisme, l'architecte fait le choix de revenir le plus souvent à des conceptions traditionnelles, voire néoclassiques, en opposition aux constructions qu'il conçoit.
En 1927, il est l'un des quinze architectes qui contribue au Weißenhofsiedlung, exposition très influente d'Architecture moderne.

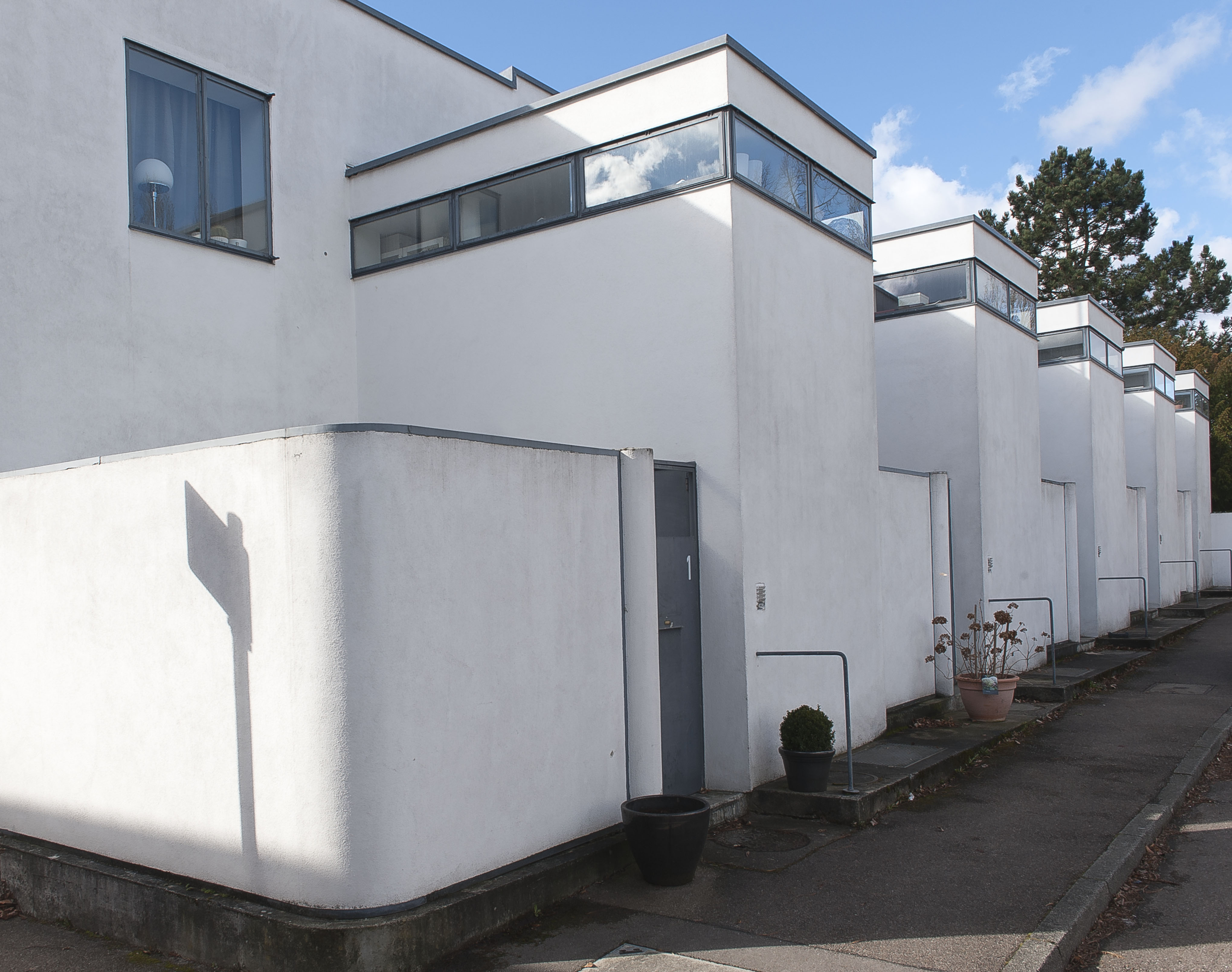
Maison de l'exposition du Weißenhofsiedlung dessinée par J.J.P. Oud

En Amérique Oud est peut-être mieux connu pour avoir été loué et adopté par le courant majeur du Mouvement moderne, avant d'être rejeté pour des raisons de style. Dès 1932 il est considéré comme un des quatre plus grands architectes modernes (à côté de Mies van der Rohe, Walter Gropius et Le Corbusier), et est très largement représenté dans l'exposition de Philip Johnson sur le Style international. Johnson entretient une correspondance avec Oud, essayant de l'aider à travailler, lui commandant par exemple une villa pour sa mère (jamais construite), et lui envoyant des chaussettes et des pneus de vélo. Avec la fin de la Seconde Guerre mondiale en 1945, les photos de son bâtiment du siège social de Shell à La Haye construit en 1941 sont publiées. La presse architecturale, sarcastique, condamne alors son emploi de l'ornementation (qualifié de « broderie ») comme contraire à l'esprit du Modernisme.
Après la Seconde Guerre mondiale, Oud dessine le Monument national néerlandais dédié à la guerre à Amsterdam ainsi que le monument sur le Grebbeberg. Après cela, il abandonne plus ou moins le style De Stijl. Il continue à avoir une position très personnelle allant à l'encontre du courant Moderniste tout puissant.
Le frère de J.J.P. Oud, Pieter Oud est maire de Rotterdam.
J.J.P. Oud meurt en 1963 à Wassenaar âgé de 73 ans.

## Chronologie de son œuvre
- 1906 Maison à Purmerend.
- 1912 Cinéma, quartier de maisons ouvrières et petites maisons individuelles à Purmerend.
- 1913 - 1914 Petites maisons dans et aux environs de Leyde.
- 1915 Projet pour des bains publics municipaux, non construit.
- 1917 Villa à Katwijk-aan-Zee (collaboration avec Kamerlingh Onnes). Villa à Noordwijkerhout (collaboration avec Theo van Doesburg). Projet pour une rangée de maisons en front de mer, non construit.
- 1918 Spangen, Blocs I et V, maisons ouvrières à Rotterdam.
- 1919 Spangen, Blocs VIII et IX. Projet pour une usine et un entrepôt attenant, non construit.
- 1920 - 1921 Tuschendijken, Blocs I à IV et VI à Rotterdam.
- 1921 Projet pour une villa à Berlin, non construit.
- 1922 Cité-jardin à Rotterdam à Oud-Mathenesse.
- 1923 Bureau du super-intendant à Oud-Mathenesse, bâtiment provisoire.
- 1925 Café De Unie à Rotterdam.
- 1926 Projet pour l'hôtel Stiassni à Brno en Tchécoslovaquie, non construit.
- 1926 - 1927 Maisons ouvrières à Hoek van Holland.
- 1927 Rangée de cinq maisons dans le Weißenhofsiedlung à Stuttgart. Extension de la villa de Katwijk-aan-Zee.
- 1928 - 1930 Aménagement urbain à Keifhoek à Rotterdam.
- 1931 Projet pour des appartements en construction acier à Rotterdam, non construit. Projet pour une villa à Pinehurst, non construit.
- 1956 Monument national (avec le sculpteur John Raedecker) sur la Place du Dam à Amsterdam.